# 哈夫龍希納
50°29′2″N 29°51′26″E / 50.48389°N 29.85722°E
哈夫龍希納（羅馬化：Havronshchyna）是位於烏克蘭北部基辅州布恰区馬卡里夫市鎮的村莊。該村始建於1635年，面積0.23平方公里，海拔高度139米，2001年人口1,006，人口密度每平方公里4,373.9人。